# Bernard Anderson
Pour les articles homonymes, voir Anderson.
Bernard Hartwell "Step-Buddy" Anderson (né en 1919 et mort en 1997) est un trompettiste américain originaire d'Oklahoma City en Oklahoma.

## Biographie

### Période active
En 1940, il est allé à Kansas City et est devenu trompettiste pour le Jay McShann band. Charlie Parker, Ben Webster, Gene Ramey, Gus Johnson et Walter Brown étaient aussi membres de ce groupe,.